# Calvão (Vagos)
Pour les articles homonymes, voir Calvão.
Calvão est une commune portugaise de l'agglomération (concelho) de Vagos, dans la région Centre.

## Lieux de la ville
- Canto de Calvão (Traduction littérale - Le coin de Calvão)
- Calvão (Centre)
- Cabecinhas (Traduction littérale - Les petites têtes)
- Choca do Mar (Traduction littérale - Ou arrive la mer)

## Structures
- Colégio de Nossa Senhora da Apresentação (Collège/Lycée privé et catholique)
- Campo do Grupo Desportivo de Calvão (Terrain de football dont le prêtre Batista a beaucoup aidé à la création, et qui porte son nom)